# Jozo Šilopi
Jozo Šilopi (1721. – 1784.), sakupljač narodnih pjesama
Pripadao je obitelji Šilopi iz Perasta. Važan za povijest umjetnosti kao sakupljač narodnih pjesama.